# Таранто
Та́ранто (італ. Taranto, грец. Τάρας, Τάραντας, сиц. Tàrantu) — прибережне місто в Апулії на півдні Італії; адміністративний центр провінції Таранто; важливий торговельний порт, також відомий як основна база військово-морських сил Італії. Антична назва — Тарент (лат. Tarentum).
Таранто розташоване на відстані близько 430 км на схід від Рима, 80 км на південний схід від Барі.
Місто є третім за величиною континентальним містом Південної Італії — населення становить 193 136 осіб (31-12-2009).
Щорічний фестиваль відбувається 10 травня. Покровитель — San Cataldo.
Місто є великим морським портом на узбережжі затоки Таранто Іонічного моря.
Залізнична станція, вузол автошляхів.
У місті розвинуті чорна металургія і коксохімія. Значне машинобудування (судно-, верстато-, сільсько-господарсько- і електромоторобудування). Також нафтопереробна, воєнна, цементна, харчосмакова промисловість. Розвинуто рибальство.

## Історія

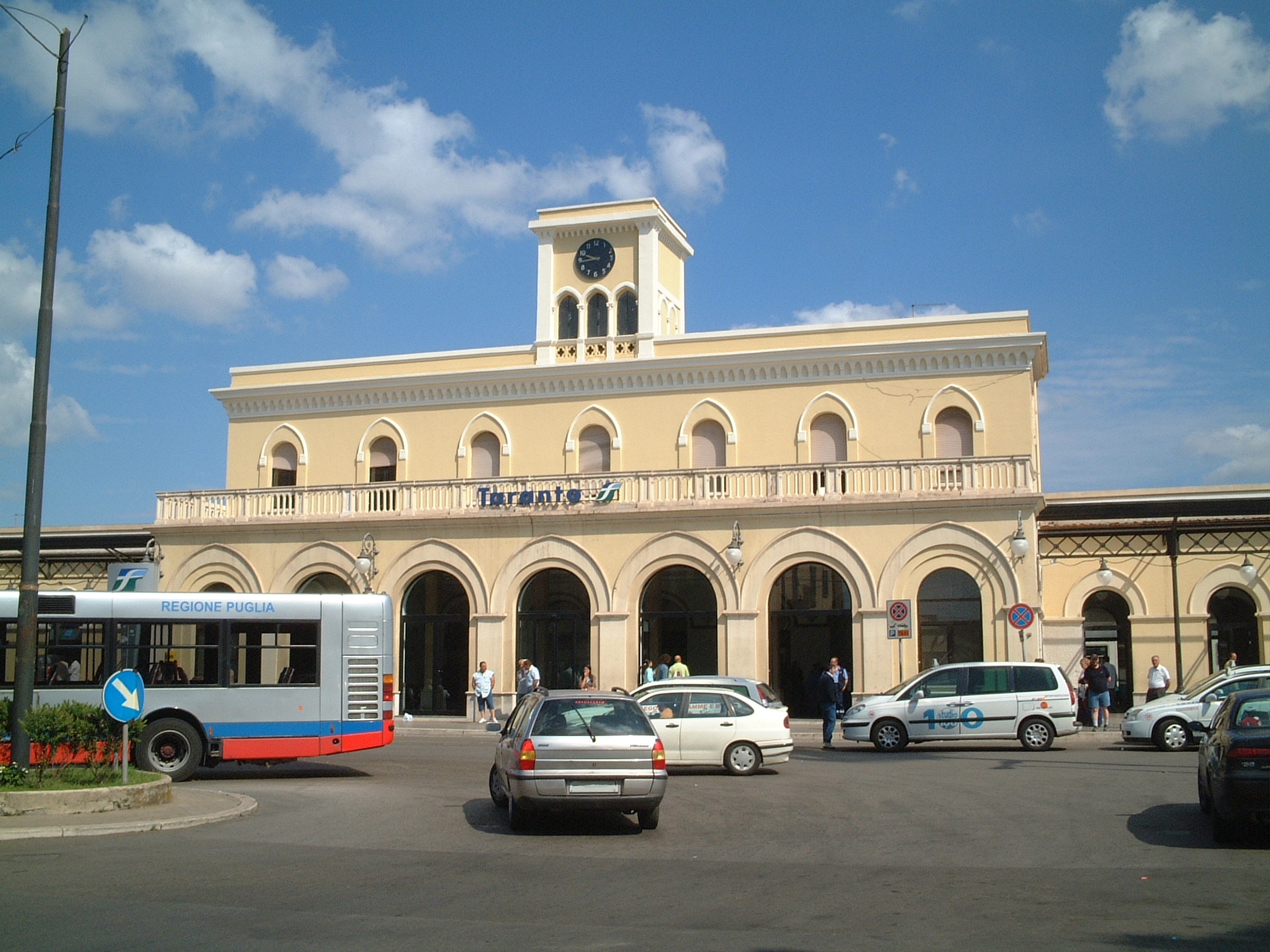
Залізничний вокзал у Таранто

Тарант заснований у 706 р. до н. е. дорійцями зі Спарти — в давнину його вважали єдиної спартанською колонією за межами Пелопоннесу. За переказами, колоністами стали парфенії — діти спартіаток та періеків, народжені для поповнення війська під час кривавих мессенських війн.
Ватажок переселенців Фалант нібито отримав в Дельфах оракул, що наказав обрати для облаштування місце, де падає дощ з ясного неба. Після багатьох поневірянь Фалант здогадався про сенс пророцтва лише тоді, коли побачив сльози власної дружини — Етри (чиє ім'я, власне, і значило «ясне небо») і оголосив супутникам, що для колонії обрав берег, біля якого вони в цей час знаходилися. Навряд чи вибір був настільки випадковим — адже місце, визначене Фалантом було надзвичайно вдалим — мис, що видавався далеко в море, було легко захищати, а широка і глибока бухта, яка відділяла його від континенту, ніби спеціально була створена для укриття великого флоту.
Місто назвали на честь Тараса — сина грецького морського бога Посейдона та німфи Сатіріони, яка нібито мешкала в цих краях. Тарантські монети прикрашало зображення Тараса верхи на дельфіні. За місцевими легендами місто було засноване самим Тарасом, або ж навіть Гераклом.
З часу заснування Таранта в місті існувала царська влада. Геродот стверджує, що ще в 492 році до н. е. тарентинців очолював цар Аристофілід. Втім, цілком можливо, що влада царя була суттєво обмежена — за зразком метрополії, Спарти. Аристотель каже про панування в Таранті родової знаті. Цілком відповідають цьому твердженню й свідчення про те, що місто перебувало під владою піфагорійців, які перебралися сюди з сусідніх Кротона і Метапонта, — адже послідовники Піфагора всебічно підтримували традиційний лад і аристократичний політичний устрій.

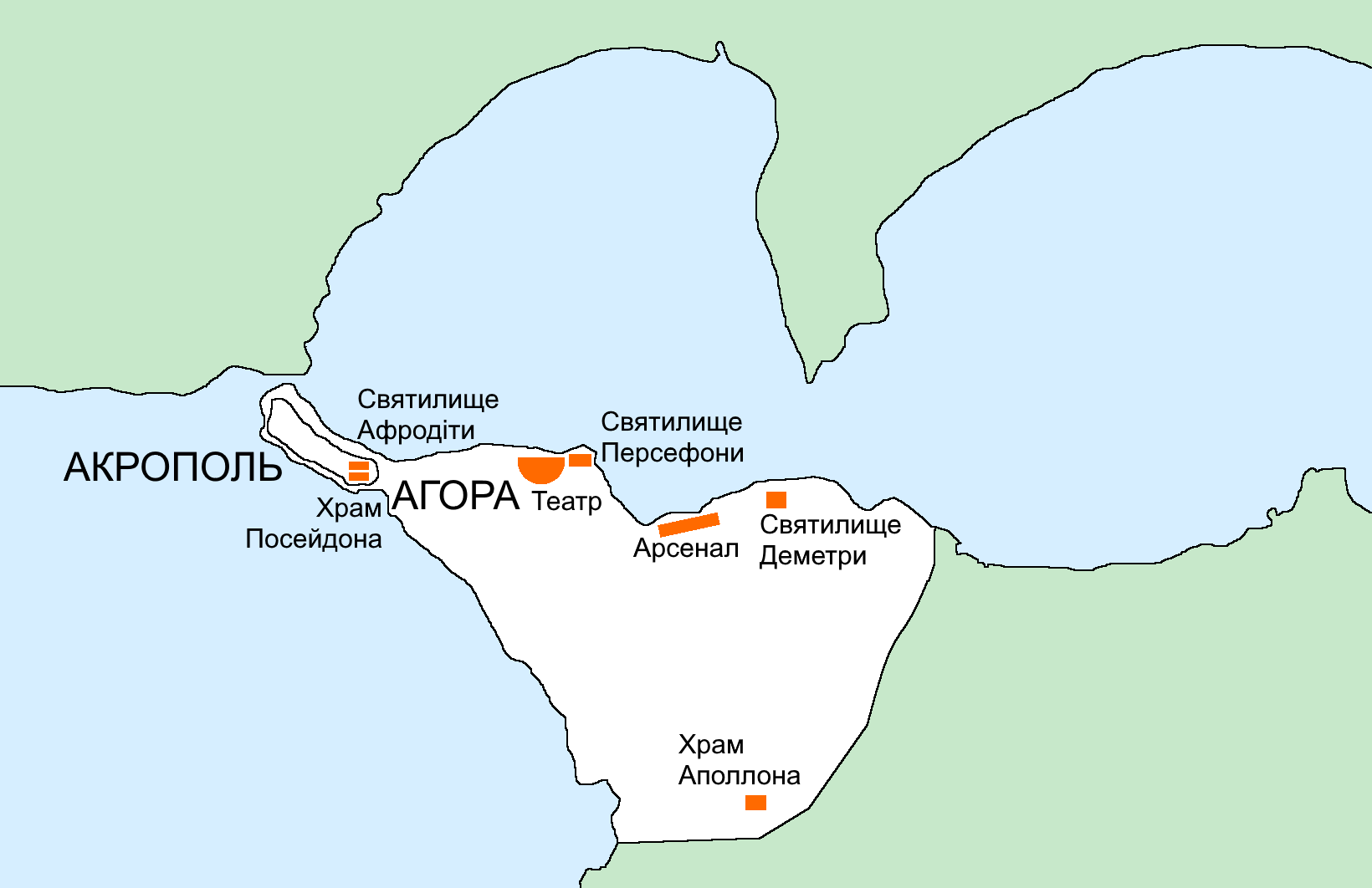
Тарас (Тарант) за класичної доби

З часом тарентинцям стало затісно на їхній території. Проте будь-які спроби розширити міські володіння натикалися на спротив тубільців — племен япігів. Для спільної боротьи з ними у 472 р. до н. е. Тарант уклав союз з Регієм. Проте військо, зібране союзниками, було розгромлене япігами біля Каїлії — Геродот стверджував, що не знав іншої битви, в якій греки зазнали б таких великих втрат. Ще одна поразка чекала на тарентинців у 466 році до н. е.
У битві загинуло стільки аристократів, що ватажки місцевого демосу легко усунули від влади тих представників знаті, які ще залишалися в живих, вигнали піфагорійців, скасували царську владу і встановили у місці демократичний лад.
Державний переворот не послабив зв'язки Таранта зі Спартою. Спартанці зазвичай не підтримували демократії, але для власної колонії зробили виняток. З афінянами тарантинці, навпаки, ворогували. З заснованою афінянами колонією Фурії дійшло навіть до війни. Щоправда, в 432 році до н. е. був укладений мирний договір. Обидва міста навіть спільно заснували колонію Гераклея — яка, втім, швидко опинилася саме під контролем Таранта.
З початком Пелопонеської війни тарантинці трималися спартанського боку і навіть відмовилися надати афінському флоту воду та місце для відпочинку.
У 367 році до н. е. союз проти Таранта уклали Карфаген та етруски. Проте це не завадило справжньому розквіту під владою міста багаторічного стратега, філософа та математика Архіта. Тарант в цей час не лише перетворився на найбільший порт і ринок Південної Італії. Він мав найбільшу армію і найпотужніший військовий флот.
Щоправда, після смерті Архіта в 347 р. до н. е. розпочався поступовий занепад міста. Заможні тарантинці більше не хотіли воювати самі, і все більше покладалися на загони найманців та іноземних володарів. У 343 р. до н. е. на запрошення Таранта до Італії прибув зі своїм військом і флотом спартанський цар Архідам III. Щоправда його похід завершився у 338 р. до н. е. прикрою поразкою під стінами Мандурії, де поклав голову і сам цар. У 333 р. до н. е. тарантинці запросили для боротьби з тубільцями епірського царя Алексадра Молоського, але через два роки і він загинув в битві з луканами біля Пандосії.
У 320 р. до н. е. був підписаний мирний договір між Тарантом і самнітами. Проте у 304 р. до н. е. тарантинці самі напали на луканів і звернулися по допомогу до сиракузького тирана Агафокла. У 303 році до н. е. тарантинці знову запросили спартанців — на цей раз царя Клеоніма.

## Архітектура

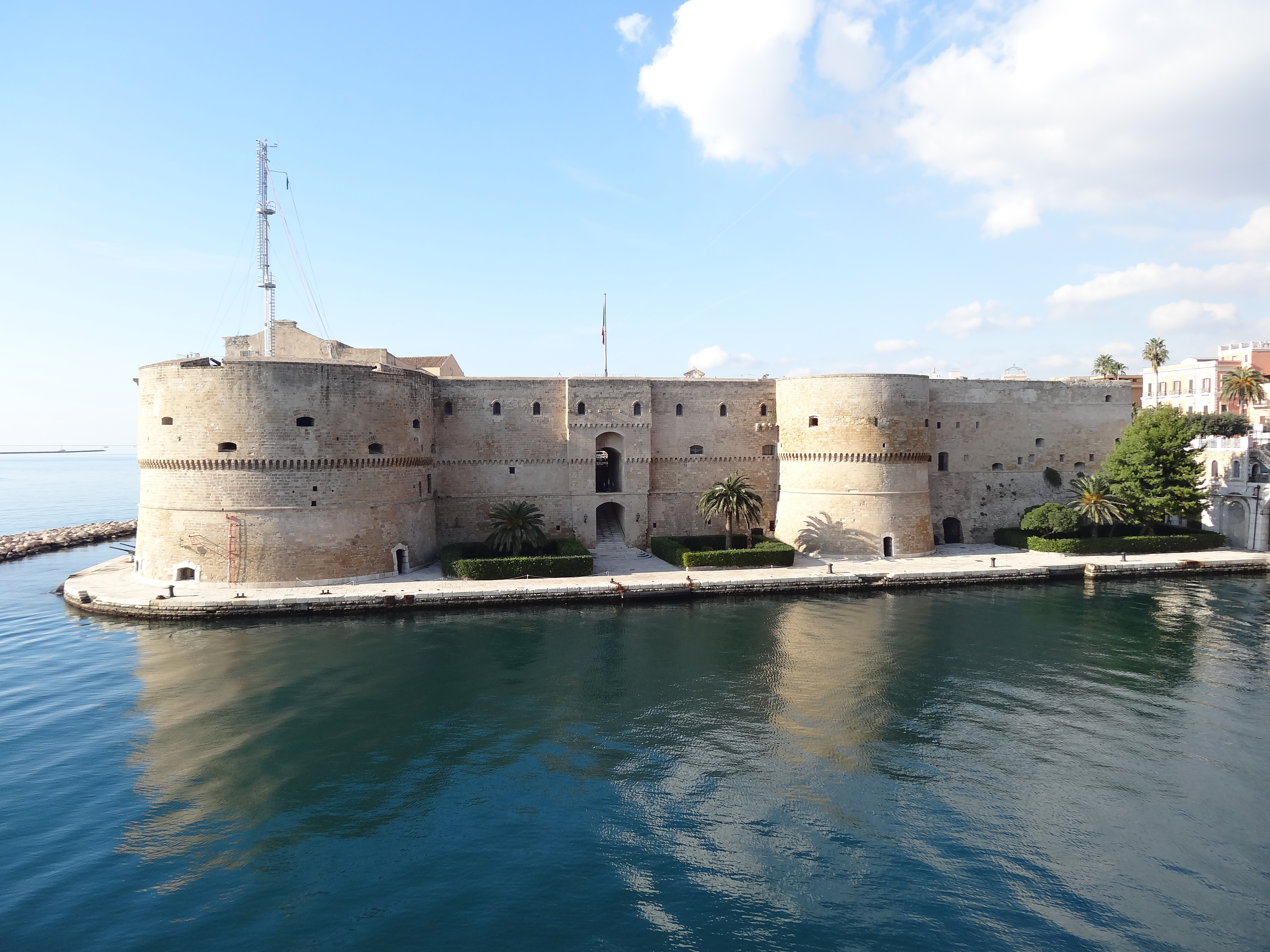
Арагонська фортеця

Серед архітектурних пам'яток Таранто — собор ХІІ ст. Таранто, арагонська фортеця, барокова забудова.

## Демографія
Населення за роками:

Станом на 1 січня 2023 року в муніципалітеті офіційно проживало 4870 іноземців з 109 країн, серед них 1186 громадян країн Євросоюзу та 269 громадян України.

## Клімат
| Місяці           | Місяці | Місяці | Місяці | Місяці | Місяці | Місяці | Місяці | Місяці | Місяці | Місяці | Місяці | Місяці | Пора | Пора | Пора | Пора | Рік  |
| Місяці           | Січ    | Лют    | Бер    | Кві    | Тра    | Чер    | Лип    | Сер    | Вер    | Жов    | Лис    | Гру    | Зим  | Вес  | Літ  | Осі  | Рік  |
| ---------------- | ------ | ------ | ------ | ------ | ------ | ------ | ------ | ------ | ------ | ------ | ------ | ------ | ---- | ---- | ---- | ---- | ---- |
| Темп. макс. (°C) | 12     | 13     | 15     | 18     | 22     | 27     | 30     | 30     | 27     | 22     | 17     | 14     | 13   | 18.3 | 29   | 22   | 20.6 |
| Темп. мін. (°C)  | 6      | 6      | 7      | 10     | 14     | 18     | 21     | 21     | 18     | 14     | 10     | 7      | 6.3  | 10.3 | 20   | 14   | 12.7 |
| Опади (мм)       | 41     | 42     | 42     | 26     | 22     | 15     | 11     | 14     | 26     | 59     | 53     | 58     | 141  | 90   | 40   | 138  | 409  |

## Уродженці
- Леонардо Костальйола (*1921 — †2008) — відомий у минулому італійський футболіст, воротар, згодом — футбольний тренер.
- Люцій Лівій Андронік
- Іккос (V до н. е.) — давньогрецький атлет-олімпіонік.

## Сусідні муніципалітети
- Карозіно
- Фаджано
- Фраганьяно
- Гроттальє
- Лепорано
- Массафра
- Монтеіазі
- Монтемезола
- Монтепарано
- Пульсано
- Роккафорцата
- Сан-Джорджо-Іоніко
- Статте

## Інше
- Від топоніма «Таранто» походить слово «тарантул» — цей павук поширений в околицях міста
- З «Таранто» пов'язана також назва танцю тарантела